# ساتيان
ساتيان (بالفارسية: ساتیان) هي مستوطنة تقع في قسم نبوت الريفي (مقاطعة إيوان) في إيران. يقدر عدد سكانها بـ 422 نسمة .